# Complexe Desjardins (Lévis)
Pour l'autre complexe, voir Complexe Desjardins.
La Cité Desjardins de la coopération est le siège social du Mouvement Desjardins. Situé près du centre-ville de Lévis dans l’arrondissement Desjardins, la Cité est composée d'un ensemble de bâtiments dont une tour de 15 étages qui a été construit en 2014. La Cité a été inaugurée en 1976.
La Cité Desjardins de la coopération regroupe six édifices occupés exclusivement par la Fédération des caisses Desjardins du Québec et des filiales du Mouvement. Elle abrite notamment le siège social de la Fédération et la Caisse de Lévis, bien que la majorité des dirigeants et des activités sont basées au Complexe Desjardins du centre-ville de Montréal.
Ailleurs à Lévis, il est également possible de visiter la Maison Alphonse-Desjardins et l’édifice Desjardins.